# روما (أسطورة)
في الديانة الرومانية القديمة، كانت روما (باللاتينية: Roma) إلهة أنثى تجسد مدينة روما وبصفة أعمّ، الدولة الرومانية. تظهر صورها على قاعدة عمود أنطونيوس بيوس. جسدت روما بطرق معقدة وكانت رمزًا للمرأة المثالية في المجتمع. صُورت الأفكار السياسية والدينية الرومانية عبر روما في مختلف أشكال وسائل الإعلام: العملات، والمنحوتات، والتصاميم المنقوشة على العمارة. كانت روما شكلًا من أشكال رعاية الدولة الرومانية. مع أن تصويراتها تأثرت بإلهات أخريات عبر الزمن، بقيت روما رمزًا بارزًا لمدينة روما. من هاته الإلهات:
- تيكه
- مينيرفا

في الفن الروماني وسك العملات، صُورت عادة مرتدية خوذة عسكرية، وغالبًا معدات عسكرية أخرى، مع أنها كثيرًا ما صُورت في الشرق الناطق باليونانية مرتدية تاجًا جداريًا، ما يدل على مكانة روما كحامية لمدن الولاية الهيلينية. استطاعت البقاء إلى الفترة المسيحية، منضمة إلى تيكات مدن أخرى، باعتبارها تجسيدًا نقيًا. في مجموعات كهذه يمكن تمييزها عادةً من خلال الخوذة، إذ ترتدي الأخريات تيجانًا جدارية تمثل أسوار مدنهنّ. غالبًا ما تظهر على العملات، وقد استُلهمت بريتانيا من تصويرها وهي جالسة حاملة درعًا ورمحًا في وقت لاحق. لعبت وسائل الإعلام دورًا كبيرًا في تصوير روما. صُورت على العديد من الأغراض في كافة أصقاع روما. منها:
- الكؤوس الفضية
- العملات
- المنحوتات
- الأقواس

## المشكلات في التوثيقات الأقدم
تظهر شخصية ذات خوذة حربية على العملات الرومانية العائدة لأعوام 276 – 280 و242 – 265 ق.م وتفسر في بعض الأحيان على أنها روما لكن الإثبات محط جدل. تُظهر عملات رومانية قديمة أخرى نموذجًا محاربًا «أمازونيًا»، من الممكن أن تكون روما لكنّ جنيوس أكثر رجحانًا من ديا. جسد إينيوس «أرض الآباء الرومانية» في روما، وبالنسبة لشيشرون، كانت «الدولة الرومانية»، لكن ولا واحدة من هاتين هي ديا روما. على الرغم من أن نسبها الروماني أمر محتمل نسبة لاسمها والأفكار التي أثارها، لكنها تبرز باعتبارها إلهة يونانية.

## أيكونوغرافيا (دراسة الأيقونات)

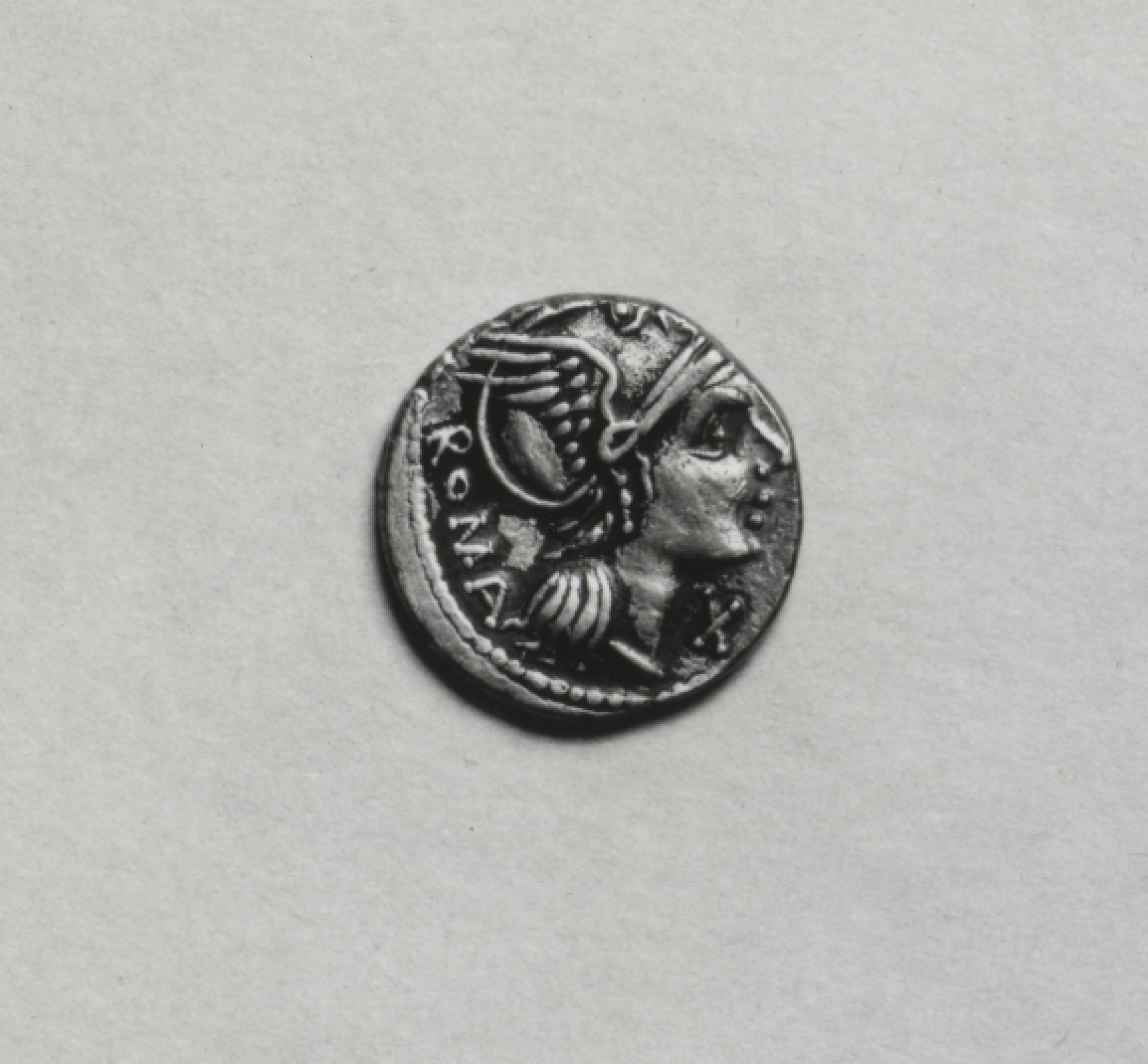
دينار روماني يظهر صورة للإلهة روما في متحف والترزتعود لسنة 92-93 ق م

مُثلت الإلهة روما على امتداد روما القديمة بمختلف الصور والمنحوتات. في أواخر القرن الأول الميلادي، مُثلت على كأس فضية. في مدينة بوسكوريالي، إيطاليا تظهر مرتدية خوذة، ومُسندة قدمها إلى خوذة، وشاهرةً رمحًا. كان على تصويرات روما هذه أن تكون دقيقة لأنها قدمت صورة «رسمية» عن روما. يكمن أحد الأمثلة عن هذا في الحروب البونيقية. أصدرت روما عملات عليها رأس روما على جانب وشكل النصر على الجانب الآخر. يعتقد البحث العلمي الحالي أن الرومان سكوا هذه العملات اعتقادًا منهم أن هذا سيشجع فكرة أن روما ستسود على أعدائها. في أعمال أخرى، نحت جوهرة أغسطس لديسقوريدوس، حيث تجلس روما في الدولة إلى جانب أغسطس وتظهر بمظهر عسكري.
قوس تيتوس هو قوس تشريفي من القرن الأول الميلادي، يقع جنوب شرق المنتدى الروماني. صُورت روما على حجر زاوية القوس مرتدية زردًا كاملًا على الجانب الأيسر من القنطرة، حيث ترافق الإمبراطور على عربة. إن تمثيل روما على قوس تيتوس هو تمثيل ثابت لها في كافة أنحاء الامبراطورية الرومانية. صُورت بالطريقة ذاتها على أقواس أخرى مثل قوس سيبتيميموس سيفيروس وقسطنطين.
تحاكي تصويرات روما عبر التاريخ الروماني تمثيلات منيرفا. تصور صور روما جميع السمات التي تمثل مدينة روما: الذكاء، والكرامة، والقوة العسكرية. صُنعت صور روما لتمثل ماهية روما ونظرة الرومانيتا المثالية. كان هذا التجسيد الروماني لفضائلها.